# Danmarks ambassade i Abuja
Danmarks ambassade i Abuja er Danmarks officielle repræsentation i Nigeria. Ambassaden blev officielt åbnet i februar 2016 af den daværende danske udenrigsminister, Kristian Jensen, som led i bestræbelserne på at styrke de diplomatiske og økonomiske forbindelser mellem Danmark og Nigeria.
Ambassadens hovedopgaver omfatter at fremme politisk dialog, støtte danske virksomheder på det nigerianske marked og yde konsulær bistand til danske borgere i Nigeria. Derudover arbejder ambassaden for at styrke samarbejdet inden for områder som handel, kultur og uddannelse samt at understøtte bæredygtig udvikling og økonomisk vækst i Nigeria.
Ud over Nigeria er ambassaden i Abuja også ansvarlig for Danmarks diplomatiske relationer til Cameroun, Den Centralafrikanske Republik, Republikken Congo, Ækvatorialguinea og Gabon. Den nuværende ambassadør er Jens Ole Bach Hansen.

## Historie
Danmark og Nigeria har opretholdt diplomatiske forbindelser siden Nigerias uafhængighed i 1960. Siden åbningen i 2016 har Danmark og Nigeria arbejdet tæt sammen for at styrke deres samarbejde inden for forskellige sektorer, herunder handel, kultur og uddannelse.